# ボギー大佐
『ボギー大佐』（ボギーたいさ、Colonel Bogey March ）は、イギリスの作曲家ケネス・アルフォード（本名フレデリック・ジョゼフ・リケッツ）が1914年に作曲した行進曲である。

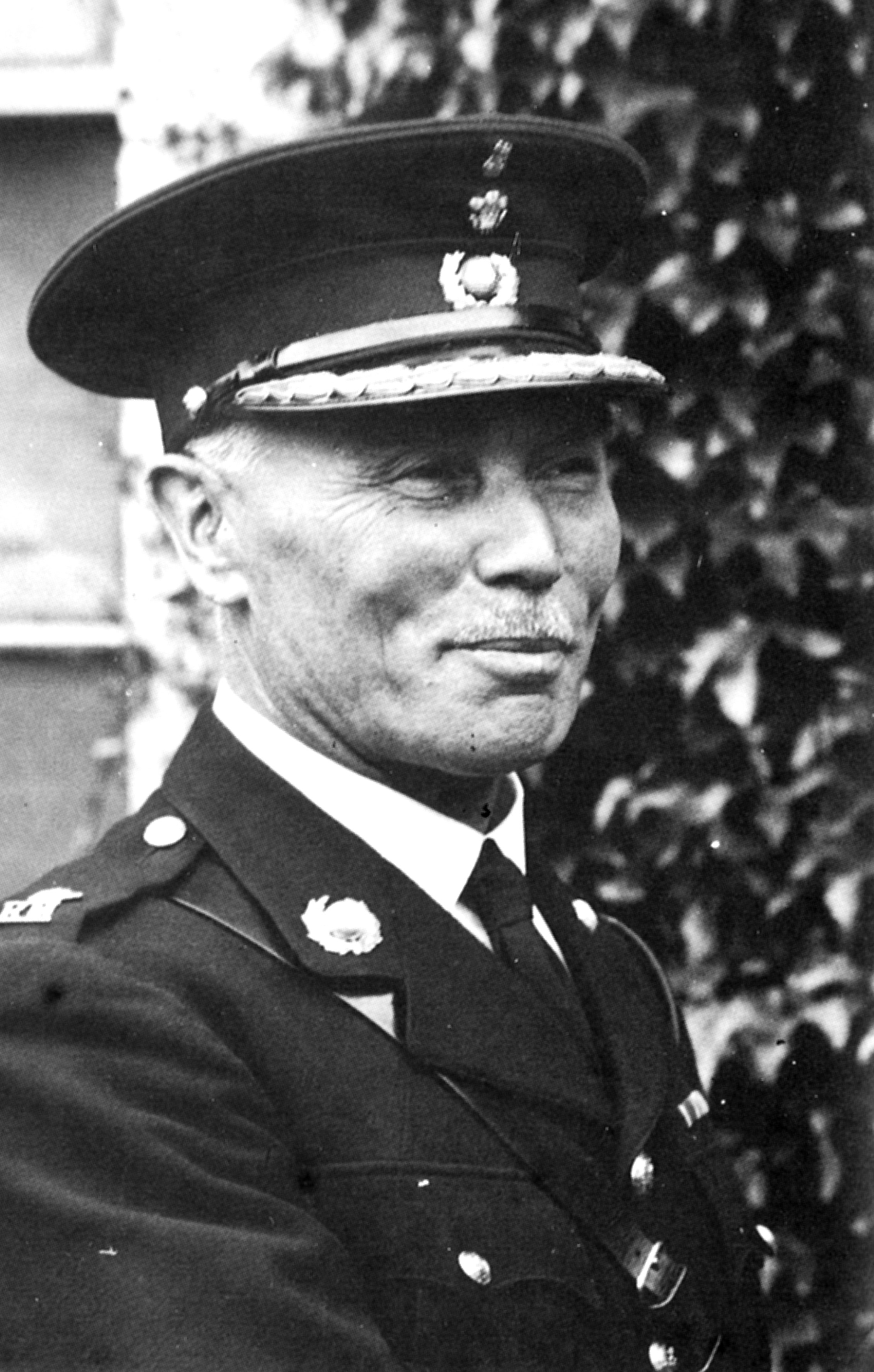
ケネス・アルフォード

アルフォードの代表曲であり、日本でも学校の運動会の入場行進などで演奏される。発表直後から1930年代始めまでに100万部以上の楽譜を売り上げている。この行進曲は口笛で演奏されることも多い。1957年の映画『戦場にかける橋』において、マルコム・アーノルドによって編曲された『クワイ河マーチ』が使われてからは、その他の映画でもたびたび使われるようになり、イギリスの映画雑誌『エンパイア』による「映画における人気のあるイヤーワーム25曲」の中の1曲に挙げられている。

## 歴史
リケッツは軍楽隊の隊員であるが、当時軍人が軍隊の外で活動することは推奨されていなかったため、リケッツは「ケネス・アルフォード」のペンネームを用いて1914年にこの曲を発表した。
「ボギー大佐」（カーネル・ボギー）とは、19世紀後半にゴルフのプレイヤーのスコアを評価するための「標準的な仮想の対戦相手」として使われるようになった名前である。エドワード朝には、各ホールの規定打数を指す言葉として使われるようになり、米英の多くのゴルフ愛好家が「ボギー大佐」を相手にプレイをしていた。今日では、「ボギー」という言葉はパー（規定打数）より1打多く要したことを意味する。
この曲のメロディーは、いずれも短三度で下降する音程から始まっており、これは、ゴルフをプレイ中に「ファー」と叫ぶ代わりに、短三度で下降するメロディーを口笛で吹く癖のあったイギリス軍士官に因むという説がある。
この曲の楽譜はミリオンセラーになり、様々な楽団による演奏や録音が行われた。第二次世界大戦が始まると、この曲に様々な詞をつけた曲がイギリスで流行した。その中でも有名なのが『ヒトラーのキンタマ』（Hitler has only got one ball、ヒトラーにはひとつしかキンタマがない）である。オリジナルは、ドイツ空軍総司令官で鼠蹊部に重症を負ったことのあるゲーリングのことを歌ったものだったが、後にヒトラーに置き換えられた。
『ボギー大佐』は、カナダ海外派遣軍第10大隊と第50大隊で公式の行進曲として採用され、第50大隊を継承するカナダ軍キングズ・オウン・カルガリー連隊に引き継がれている。また、1943年に設立されたアメリカ陸軍婦人陸軍部隊の歌にも、この曲のメロディーにドロシー・E・ニールセン少佐の詞をつけたものが採用され、1978年に陸軍本体に吸収されるまで使われていた。
1951年、オーストラリアで開催された初のコンピュータに関する会議で、オーストラリア連邦科学産業研究機構が開発したCSIRACがこの曲を演奏し、これが史上初のコンピュータによる音楽演奏となった。
ドイツでは、1970年代から薬味酒「ウンダーベルク」のCMに使われている。

## 日本
日本においては、1963年（昭和38年）の4月にNHKの歌番組『みんなのうた』で「口笛吹いて」（歌：西六郷少年少女合唱団）のタイトルで中原光夫の作詞によるオリジナル歌詞のマーチとして放映された。「口笛吹いて」は同じNHKの『歌のメリーゴーラウンド』でも歌われた。
また、日本では無意味な替え歌の歌詞が広まっており、「サル・ゴリラ・チンパンジー」など霊長類の動物名を列挙されることが多い。2011年にBee TVのCMで、Every Little Thingの持田香織が「ボギー大佐」を「サル・ゴリラ・チンパンジー」と歌った。
2009年にスクウェア・エニックスのゲームソフト『メジャマジ・マーチ』が、2010年にはITJ法律事務所
が、2011年にはBeeTV（歌：GACKT、SEAMO、持田香織）とBOAT RACE振興会が、2013年にはユーキャン（歌：長澤まさみほか）が、2016年からはバンダイの菓子「チョコレイ島のモアイ」が、2018年〜2019年にはガリガリ君、花王「ビオレ 新マシュマロホイップ」と明治プロビオヨーグルトLG21が、2023年にはフィッティがそれぞれ「替え歌」としてCMソングで使用した。
2019年にはFPパートナー「マネードクター」のCMでメロディが使用された。
以前、『ボギー大佐』そのものを演奏するには問題は無いが、『クワイ河マーチ』風に演奏し録音する事は禁止されていた。2014年になって、録音禁止は解除されている。
JASRACに於いては、作品コード：0C0-3192-6 COLONEL BOGEY /ORIGINAL/ として登録。外国作品扱いだが『ボギー大佐』としては著作権が消滅、PD状態になっている（『クワイ河マーチ』としては別登録。こちらは2014年現在、著作権が消滅していない）。

## コメット
アメリカでは、北米で販売されている家庭用粉末クレンザー「コメット」の有害性を歌詞にした替え歌『コメット』がよく知られている。
クレンザーとしてのコメットは1956年にプロクター・アンド・ギャンブル（P&G）社が発売したブランドだが、2001年に北米での一般消費者向け商品に限って、商標権がプレステージ・ブランズ社に売却されている。
この歌の中で嘔吐について言及されているが、これは伝統的なコメットについて言えば理にかなっている。というのは、この製品の使用上の注意には、飲み込んだときに吐くことについて何も書かれていないからである。多くのコメットブランドの製品（風呂場用洗剤スプレーなど）の注意書きには、「飲み込んだ場合には、中毒救急センターか医師の指示があるまで吐かせないでください」と書かれている。
「コメット」の歌詞にはさまざまなバリエーションがあるが、最も普通の版では次の通りである。
| 英語 | 日本語訳 |
| --- | --- |
| Comet - it makes your mouth [or "teeth"] turn green! Comet - it tastes like Gasoline [or "Kerosene" or "Listerine"]! Comet - it makes you vomit! So buy [or "eat" or "get"] some Comet and vomit today! | コメット、口（もしくは「歯」）が緑になる コメット、ガソリン（もしくは「灯油」、または「リステリン」）の味がする コメット、飲んだら吐く 今日もコメット買って（もしくは「飲んで」、または「得て」）ゲロ吐こう |